# أونيماك (جزيرة)
جزيرة أونيماك (بالإنجليزية: Unimak Island)‏ هي أكبر جزيرة في سلسلة الجزر الأليوتية، وتقع في ولاية ألاسكا في الولايات المتحدة الأمريكية.
تقع في أقصى شرق هذه الجزر، وتبلغ مساحتها 4069 كم مربع، وهي تاسع أكبر جزر الولايات المتحدة الأمريكية، ورقم 134 في العالم.
يقع بها جبل شيشالدين واحد من أكثر عشرة براكين نشطة في العالم.
بلغ عدد سكانها 64 نسمة وفق إحصاء عام 2000، جميعهم يسكنون مدينة فولس باس في الطرف الشرقي من الجزيرة.
يقع رأس لوتكه في جنوب الجزيرة. ورأس بانكوف في أقصى جنوب غرب الجزيرة.